# Honda NSR250
Honda NSR250 и Honda RS250RW – спортивные мотоциклы, выпускавшиеся Honda Racing Corporation для гонок в классе 250сm³ на Чемпионате мира по шоссейно-кольцевым мотогонкам. 
Оба названия мотоциклов являются рабочими названиями модели, которая на потребительский рынок выпускалась под названием Honda RS250R.
Первый мотоцикл дебютировал в 1985 под названием Honda RS250RW, позже с 1986 до 2002 мотоциклы назывались NSR250. В 2003 название RS250RW было восстановлено и использовалось до появления новых моделей в классе 250сm³
Пилоты Honda RS250RW и NSR250 11 раз выигрывали гонки в классе 250сm³: Freddie Spencer (1985), Anton Mang (1987), Sito Pons (1988, 1989), Luca Cadalora (1991, 1992), Макс Бьяджи (1997), Дайдзиро Като (2001), Дани Педроса (2004, 2005) и Hiroshi Aoyama (2009).
Также, Honda выпустила гражданскую версию мотоцикла Honda NSR250R.